# Castrol-Pokal 2001, 1. Rennen

Streckenlayout des A1-Rings 2001

Der Castrol-Pokal 2001, auch Int. Castrol Pokal am A1-Ring, Zeltweg/Spielberg, fand am 20. Mai auf dem A1-Ring statt und war das dritte Rennen der Interserie dieses Jahres.

## Das Rennen
Das zweite Rennwochenende mit dem dritten und vierten Wertungslauf der Interserie 2001 fand im Mai auf dem österreichischen A1-Ring statt. Der erste Wertungslauf ging über 12 Runden und endete mit dem Sieg des international bekannten Kanadaiers Robbie Stirling im Lola T92/10. Dahinter platzierten sich die beiden Österreicher Josef Neuhauser (Minardi  M190) und Walter Leitgeb (Fadewa). 

## Ergebnisse

### Schlussklassement
| 1           | Class 3 | 56 | McNeil Engineering     | Robbie Stirling        | Lola T92/10        | 12 |
| 2           | Class 3 | 52 | Achleitner Motorsport  | Josef Neuhauser        | Minardi M190       | 12 |
| 3           | Class 3 | 55 | Walter Leitgeb         | Walter Leitgeb         | Fadewa             | 12 |
| 4           | Class 3 | 51 | Achleitner Motorsport  | Ingo Gerstl            | Penske PC18        | 12 |
| 5           | Class 3 | 51 | Michael Schuster       | Michael Schuster       | Argo JM19C         | 12 |
| 6           | Class 2 | 36 | Christian Hauser       | Christian Hauser       | Reynard 93D        | 11 |
| 7           | Class 1 | 11 | Zele Motorsport        | Christoph Haingartner  | Opel-Lotus         | 11 |
| 8           | Class 1 | 6  | Aquila Automotive      | Norbert Groer          | Formel Renault 2.0 | 10 |
| 9           | Class 1 | 12 | Zele Motorsport        | Peter Milavec          | Opel-Lotus         | 10 |
| 10          | Class 1 | 22 | Rico Richter           | Rico Richter           | FRW                | 10 |
| 11          | Class 1 | 27 | Blüspeed Racing        | Lutz Bluetchen         | Reynard            | 10 |
| 12          | Class 1 | 3  | Schreiner Motorsport   | Bernhard Schreiner     | Tatuus FR96        | 10 |
| 13          | Class 1 | 21 | Scuderia Avus          | Manfred Kuhn           | Reynard 873        | 10 |
| 14          | Class 1 | 1  | Rolf-Thorsten Dietrich | Rolf-Thorsten Dietrich | Opel-Lotus         | 10 |
| 15          | Class 1 | 26 | Klaus Tanzmann         | Klaus Tanzmann         | Reynard 89         | 10 |
| 16          | Class 1 | 24 | Andreas Grünewald      | Andreas Grünewald      | Eufra              | 10 |
| 17          | Class 1 | 2  | Walter Nowotny         | Walter Nowotny         | March 803B         | 10 |
| 18          | Class 1 | 14 | Achleitner Motorsport  | Georg Schiernhofer     | Dallara 394        | 9  |
| Ausgefallen |         |    |                        |                        |                    |    |
| 19          | Class 1 | 25 | Mirco Krause           | Mirco Krause           | Opel-Lotus         | 3  |

### Nur in der Meldeliste
Zu diesem Rennen sind keine weiteren Meldungen bekannt.

### Klassensieger
| Klasse  | Fahrer                | Fahrzeug    | Platzierung im Gesamtklassement |
| ------- | --------------------- | ----------- | ------------------------------- |
| Class 3 | Robbie Stirling       | Lola T92/10 | Gesamtsieg                      |
| Class 2 | Christian Hauser      | Reynard 93D | Rang 6                          |
| Class 1 | Christoph Haingartner | Opel-Lotus  | Rang 7                          |

### Renndaten
- Gemeldet: 19
- Gestartet: 19
- Gewertet: 18
- Rennklassen: 3
- Zuschauer: unbekannt
- Wetter am Renntag: warm und trocken
- Streckenlänge: 4,318 km
- Fahrzeit des Siegerteams: 0:17:18,405 Minuten
- Gesamtrunden des Siegerteams: 8
- Gesamtdistanz des Siegerteams: 51,816 km
- Siegerschnitt: unbekannt
- Pole Position: unbekannt
- Schnellste Rennrunde: Josef Neuhauser – Minardi M190 (#52) – 1:23,606 = 186,000 km/h
- Rennserie: 3. Lauf zur Interserie 2001